# Arquidiocese de Calabozo
A Arquidiocese de Calabozo (Archidiœcesis Calabocensis) é uma circunscrição eclesiástica da Igreja Católica situada em Calabozo, Venezuela. Seu atual arcebispo é Manuel Felipe Díaz Sánchez. Sua Sé é a Catedral de Todos os Santos de Calabozo.
Possui 30 paróquias servidas por 38 padres, contando com 656 950 habitantes, com 95,4% da população jurisdicionada batizada (626 880 batizados).

## História
A diocese de Calabozo foi erigida em 7 de março de 1863, recebendo o território da Arquidiocese de Caracas e da Diocese de Mérida (atualmente uma arquidiocese). Originalmente, era sufragânea da Arquidiocese de Caracas.
O primeiro bispo da diocese foi nomeado apenas em 1881.
Em 7 de junho de 1954 cedeu partes do seu território em vantagem da ereção da Diocese de Guanare e da Prelazia Territorial de San Fernando de Apure (hoje uma diocese).
Posteriormente, cedeu outras partes do território a favor da ereção de novas dioceses:
- Em 21 de junho de 1958 em vantagem da ereção da Diocese de Maracay
- Em 23 de julho de 1965 em vantagem da ereção da Diocese de Barinas
- Em 25 de julho de 1992 em vantagem da ereção da Diocese de Valle de la Pascua.

Em 17 de junho de 1995 foi elevada à dignidade de arquidiocese metropolitana.

## Prelados
|                  | Nome                                      | Período    | Notas                                  |
| Arcebispos       | Arcebispos                                | Arcebispos | Arcebispos                             |
| ---------------- | ----------------------------------------- | ---------- | -------------------------------------- |
| 3º               | Manuel Felipe Diáz Sánchez                | 2008-atual |                                        |
| 2º               | Antonio José López Castillo               | 2001-2007  | Nomeado Arcebispo de Barquisimeto      |
| 1º               | Helímenas de Jesús Rojo Paredes, C.I.M. † | 1995-2001  |                                        |
| Bispos           |                                           |            |                                        |
| 7º               | Helímenas de Jesús Rojo Paredes, C.I.M. † | 1980-1995  |                                        |
| 6º               | Miguel Antonio Salas Salas, C.I.M. †      | 1961-1979  | Nomeado Arcebispo de Mérida            |
| 5º               | Domingo Roa Pérez †                       | 1957-1961  | Nomeado Bispo de Maracaibo             |
| 4º               | Arturo Ignacio Camargo †                  | 1952-1957  | Nomeado Bispo de Trujillo              |
| 3º               | Arturo Celestino Álvarez †                | 1921-1952  |                                        |
| 2º               | Felipe Neri Sendra †                      | 1891-1921  |                                        |
| 1º               | Salustiano Crespo †                       | 1881-1888  |                                        |
| Bispos-coadjutor |                                           |            |                                        |
|                  | Antonio Ignacio Camargo                   | 1949-1952  |                                        |
|                  | Arturo Celestino Álvarez                  | 1919-1921  |                                        |
| Bispos-auxiliar  |                                           |            |                                        |
|                  | Antonio Ignacio Camargo                   | 1947-1949  | Elevado a Bispo-coadjutor              |
|                  | Víctor Manuel Pérez Rojas                 | 1998-2001  | Nomeado Bispo de San Fernando de Apure |